# Scaphidysderina pinocchio
Espèce
Scaphidysderina pinocchio est une espèce d'araignées aranéomorphes de la famille des Oonopidae.

## Distribution
Cette espèce est endémique d'Équateur. Elle se rencontre dans les provinces de Pichincha, de Cotopaxi, de Los Ríos, de Manabí et de Santo Domingo de los Tsáchilas entre 300 et 2 000 m d'altitude dans la cordillère Occidentale.

## Description
Le mâle holotype mesure 2,24 mm et la femelle 2,93 mm.

## Étymologie
Cette espèce est nommée en référence à Pinocchio en raison de l'excroissance qu'elle possède sur la carapace.

## Publication originale
- Platnick & Dupérré, 2011 : The Andean goblin spiders of the new genus Scaphidysderina (Araneae, Oonopidae), with notes on Dysderina. American Museum Novitates, no 3712, p. 1-51 (texte intégral).